# Wilhelm von Solms-Braunfels

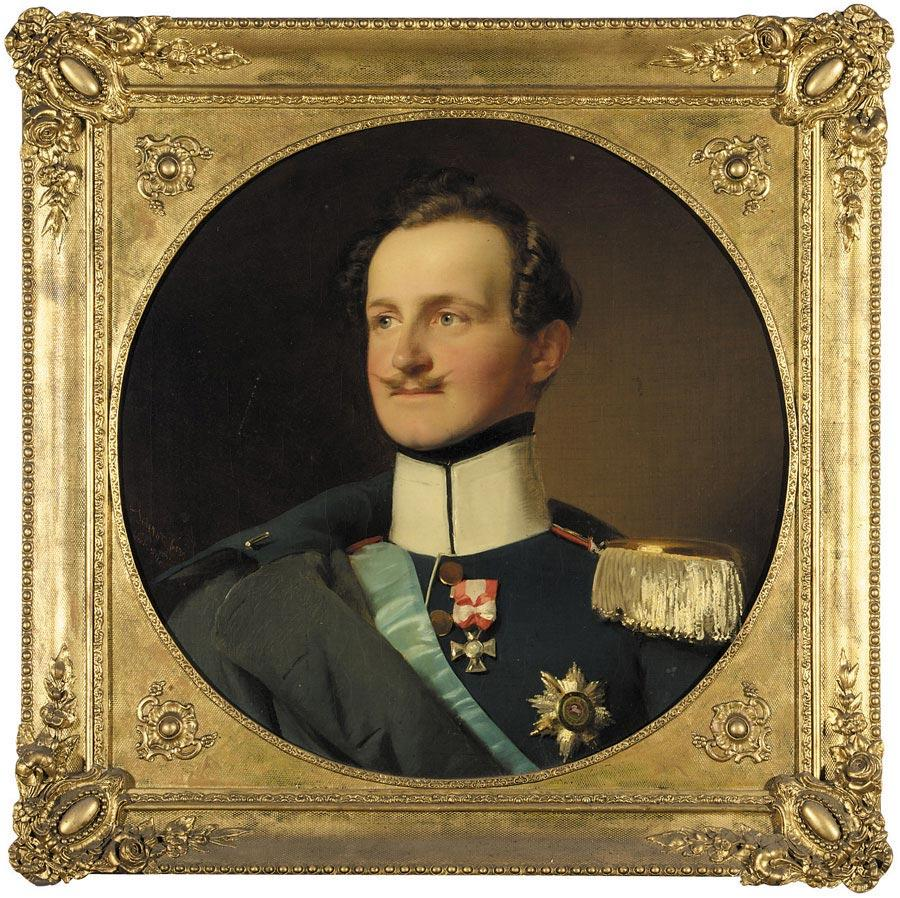
Prinz Wilhelm zu Solms-Braunfels (1801–1868)

Wilhelm von Solms-Braunsfels, vollständiger Name auch Friedrich Wilhelm Heinrich Casimir Georg Carl Maximilian Prinz zu Solms-Braunfels (* 30. Dezember 1801 in Triesdorf; † 12. Dezember 1868 in Mödling) war ein preußischer Generalleutnant.

## Leben

### Herkunft

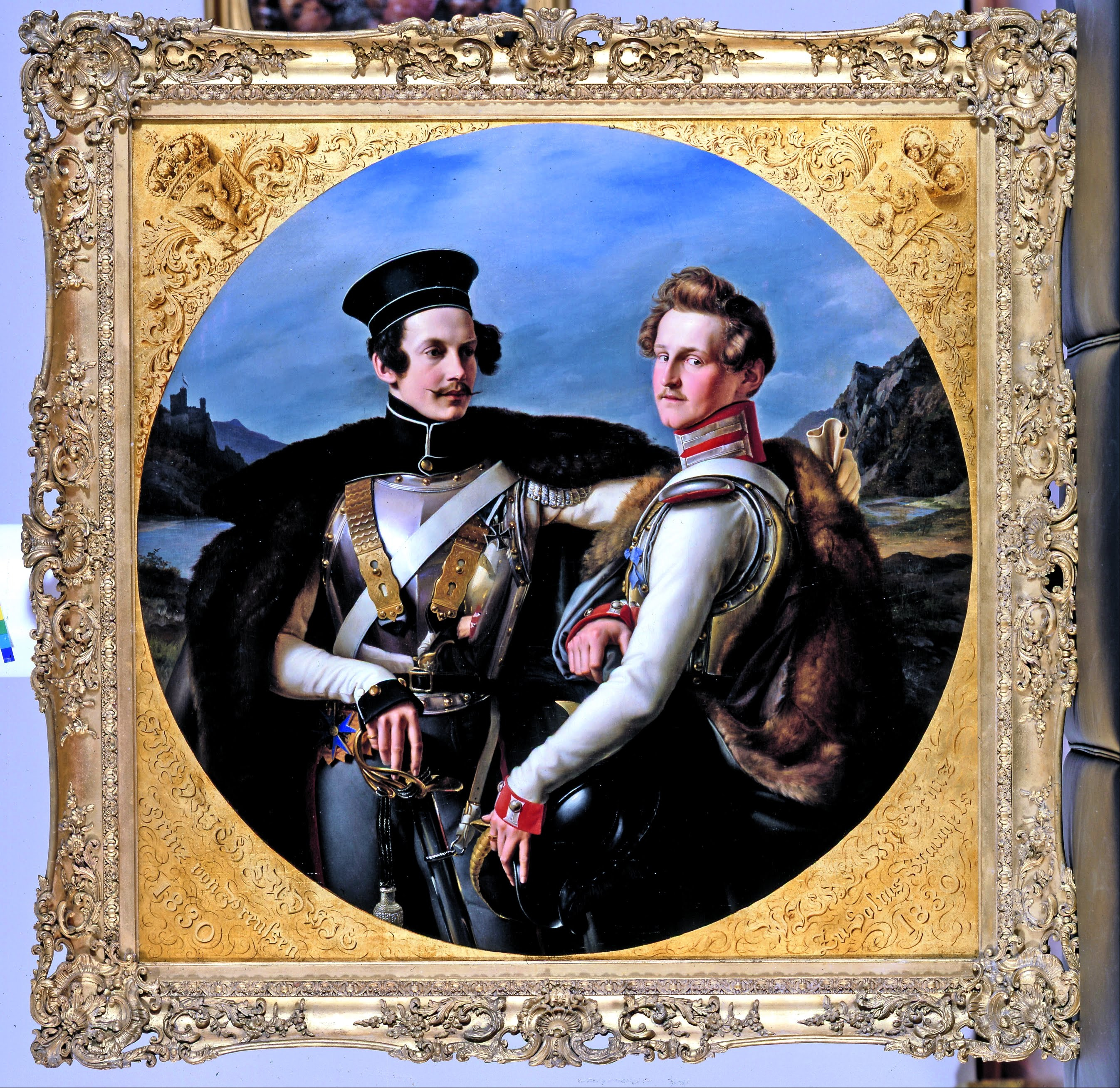
Doppelporträt der Halbbrüder Prinzen Friedrich von Preußen (links) und Friedrich Wilhelm Heinrich Kasimir zu Solms-Braunfels in Kürassieruniformen vor dem Hintergrund der Rheinlandschaft bei Burg Rheinstein, Gemälde von Wilhelm von Schadow, 1830

Wilhelm war Angehöriger des deutschen Fürstengeschlechts Solms-Braunfels und Neffe Königs Friedrich Wilhelm II. Er war der erstgeborene Sohn des preußischen Generalmajors Friedrich Wilhelm Prinz zu Solms-Braunfels (1770–1814) aus dessen Ehe mit der Prinzessin Friederike von Mecklenburg-Strelitz (1778–1841). Die Generale Alexander Friedrich Ludwig zu Solms-Braunfels (1807–1867) und Carl zu Solms-Braunfels (1812–1875) waren seine unmittelbaren Brüder. Da seine Mutter, die in erster Ehe mit Friedrich Ludwig Karl von Preußen (1777–1796) vermählt war, verwitwet mit Herzog Ernst August von Braunschweig-Lüneburg eine dritte Ehe einging, waren auch General Friedrich von Preußen (1794–1863) und König Georg V. von Hannover (1819–1878) seine Halbbrüder.

### Militärlaufbahn
Wilhelm begann seine Offizierslaufbahn im Dezember 1812 auf der Kadettenschule in Berlin. Er avancierte 1820 zum Sekondeleutnant und wurde dem Regiment der Gardes du Corps aggregiert. Seine Beförderung zum Premierleutnant erfolgte 1825, die zum Rittmeister 1831, wonach er zum 4. Dragoner-Regiment versetzt wurde. Bereits 1832 schied er als Major mit Armeeuniform aus.
1836 erhielt er das Großkreuz des braunschweigischen Hausordens Heinrichs des Löwen sowie 1837 ebenfalls das Großkreuz des hannoverschen Guelphen-Ordens.
Wilhelm wurde 1841 Führer des 2. Aufgebots des III. Bataillons des 29. Landwehrregiments und erhielt 1842 den Charakter eines Oberstleutnants. Das Großkreuz des sächsisch-ernestinischen Hausordens wurde ihm 1843 verliehen. War er 1845 noch Führer des 2. Aufgebots des I. Bataillons des 29. Landwehrregiments, wurde er seit 1850 nur noch als à la suite geführt, so auch 1853 als Oberst à la suite des 2. Garde Landwehr-Kavallerieregiments. 1858 wechselte er dann mit dem Charakter eines Generalmajors von der Armee zu den Offizieren à la suite. Schließlich erhielt er 1862 den Charakter als Generalleutnant.
Weiterhin erhielt er 1862 das Großkreuz des Oldenburgischen Haus- und Verdienstordens und schließlich 1866 ebenfalls das Großkreuz des hannoverschen Ernst-August-Ordens.
1863 hatte von Solms-Braunfels für sich und seine Familie am Georgengarten die Villa Solms errichten lassen; mit dem beauftragten Architekten Edwin Oppler entwickelte er daraufhin eine enge Freundschaft.

### Familie
Aus seiner 1831 mit Gräfin Maria Anna Kinsky von Wchinitz und Tettau (1809–1892) geschlossenen Ehe sind neun Kinder hervorgegangen.
1. Ferdinand (1832–1872),
2. Marie (1833–1845),
3. Ernst (1835–1880), hessischer Standesherr,
4. Georg (1836–1891), hessischer Standesherr ⚭ 1878 Emanuela Gallone di Tricase Moliterno (1854–1936; ⚭II 1895 Alexander Prinz zu Hohenlohe-Waldenburg-Schillingsfürst (1862–1924))
5. Elisabeth (1837–1927),
6. Bernhard (1839–1867),
7. Albrecht (1841–1901) ⚭ Ebba von Lavonius (1850–1927),
8. Otto (*/† 1843),
9. Hermann (1845–1900), hessischer Standesherr

⚭ (I) Marie zu Solms-Braunfels (1852–1882), Tochter von Carl zu Solms-Braunfels (1812–1875);
⚭ (II) Elisabeth von Reuß-Schleiz (1859–1951), Tochter von Heinrich XIV. (Reuß jüngere Linie) (1832–1913).